# Cattleya pumila
Cattleya pumila Hook., 1838  è una pianta della famiglia delle Orchidacee endemica del Brasile.

## Descrizione
È un'orchidea  epifita di piccola taglia (da cui il nome) caratterizzata da piccoli pseudobulbi ovoidali che portano al loro apice un'unica foglia coriacea, oblungo-ligulata ad apice acuto. Fiorisce in autunno con un'infiorescenza lunga mediamente 9 centimetri, coperta da una guaina membranosa, recante uno o due fiori. Questi sono profumati, di lunga durata, grandi da 7 a 11 centimetri, variamente sfumati dal rosa al bianco in petali e sepali, col labello più scuro.

## Distribuzione e habitat
La specie è originaria del Brasile, dove cresce epifita in boschi paludosi in zone climaticamente umide, dai 600 ai 1300 metri di quota.

## Sinonimi
Laelia pumila (Hook.) Rchb.f., 1853

Bletia pumila (Hook.) Rchb.f., 1862

Sophronitis pumila (Hook.) Van den Berg & M.W.Chase, 2000

Hadrolaelia pumila (Hook.) Chiron & V.P.Castro, 2002

Cattleya marginata Paxton, 1843

Cattleya spectabilis Paxton, 1850

Cattleya pinellii Lindl., 1851

Cattleya pumila var. major Lem., 1859

Laelia pumila var. mirabilis E.Morren, 1878

Laelia spectabilis (Paxton) Withner, 1990

Hadrolaelia spectabilis (Paxton) F.Barros & J.A.N.Bat., 2004

## Coltivazione
Questa pianta necessita di esposizione all'ombra, temendo la luce diretta del sole, con molta acqua nel periodo di fioritura, quando esige temperature elevate. Nel periodo di riposo invece l'acqua dev'essere ridotta ed è consigliabile ridurre la temperatura.